# Collabium pumilum
Collabium pumilum là một loài thực vật có hoa trong họ Lan. Loài này được (J.J.Sm.) Seidenf. mô tả khoa học đầu tiên năm 1983.